# Ель-Ранчо (Каліфорнія)
Ель-Ранчо (англ. El Rancho) — переписна місцевість (CDP) в США, в окрузі Туларе штату Каліфорнія. Населення — 96 осіб (2020).

## Географія
Ель-Ранчо розташований за координатами 36°13′14″ пн. ш. 119°4′8″ зх. д. / 36.22056° пн. ш. 119.06889° зх. д. (36.220589, -119.068860).  За даними Бюро перепису населення США в 2010 році переписна місцевість мала площу 0,19 км², уся площа — суходіл.

## Демографія
Згідно з переписом 2010 року, у переписній місцевості мешкали 124 особи в 29 домогосподарствах у складі 26 родин. Густота населення становила 665 осіб/км².  Було 30 помешкань (161/км²).
Расовий склад населення:
| - 57,3 % — білих - 0,8 % — корінних американців - 0,8 % — чорних або афроамериканців - 39,5 % — осіб інших рас |

До двох чи більше рас належало 1,6 %. Частка іспаномовних становила 94,4 % від усіх жителів.
За віковим діапазоном населення розподілялося таким чином: 28,2 % — особи молодші 18 років, 54,9 % — особи у віці 18—64 років, 16,9 % — особи у віці 65 років та старші. Медіана віку мешканця становила 32,5 року. На 100 осіб жіночої статі у переписній місцевості припадало 134,0 чоловіків;  на 100 жінок у віці від 18 років та старших — 117,1 чоловіків також старших 18 років.
За межею бідності перебувало 8,2 % осіб, у тому числі 0,0 % дітей у віці до 18 років та 0,0 % осіб у віці 65 років та старших.
Цивільне працевлаштоване населення становило 49 осіб. Основні галузі зайнятості: мистецтво, розваги та відпочинок — 22,4 %, освіта, охорона здоров'я та соціальна допомога — 22,4 %, оптова торгівля — 20,4 %.